# Blommensbergsskolan

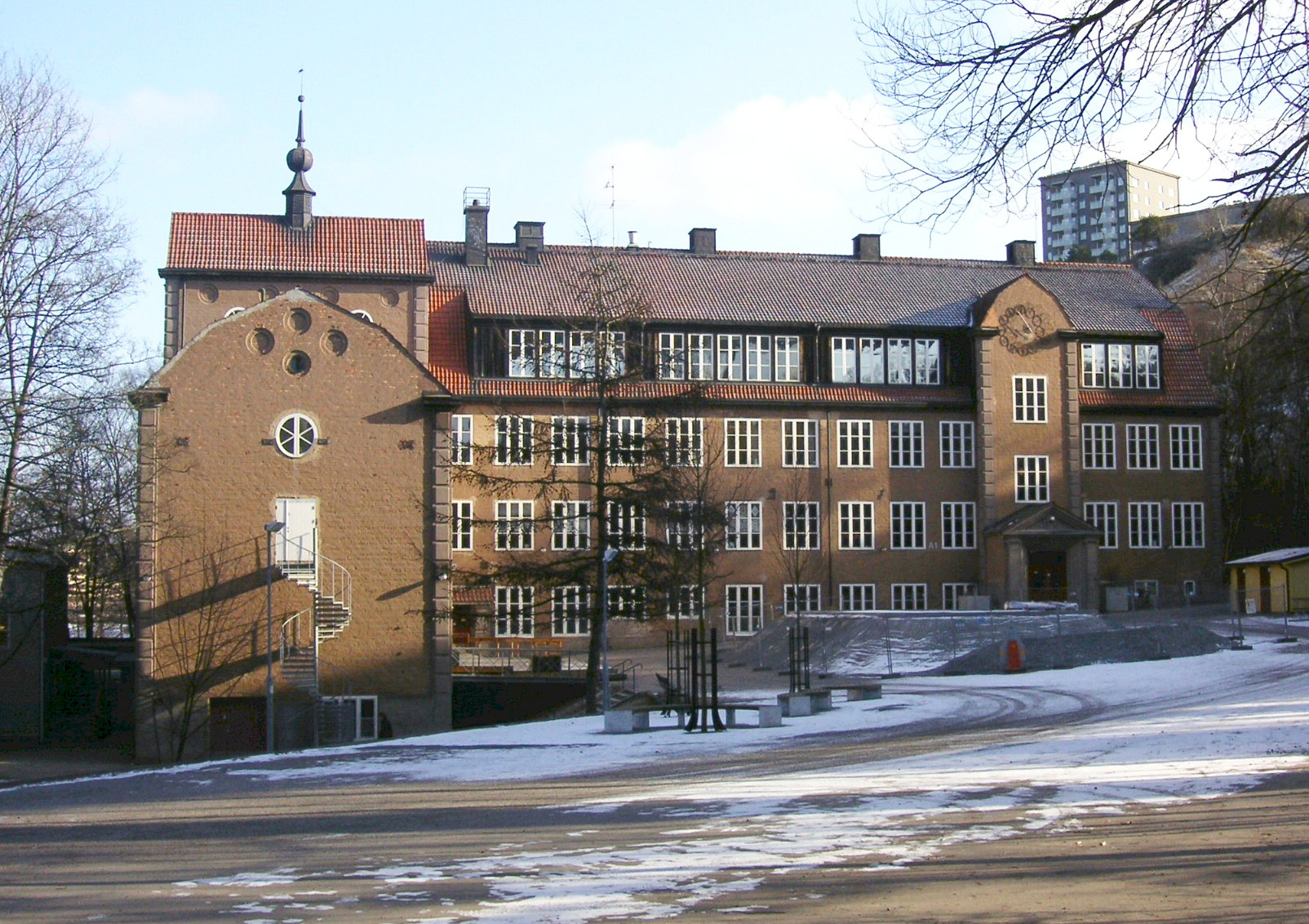
Blommensbergsskolans huvudbyggnad.

Blommensbergsskolan är en kommunal grundskola i stadsdelen Gröndal i Stockholm, med adress Blommensbergsvägen 116.

## Historik

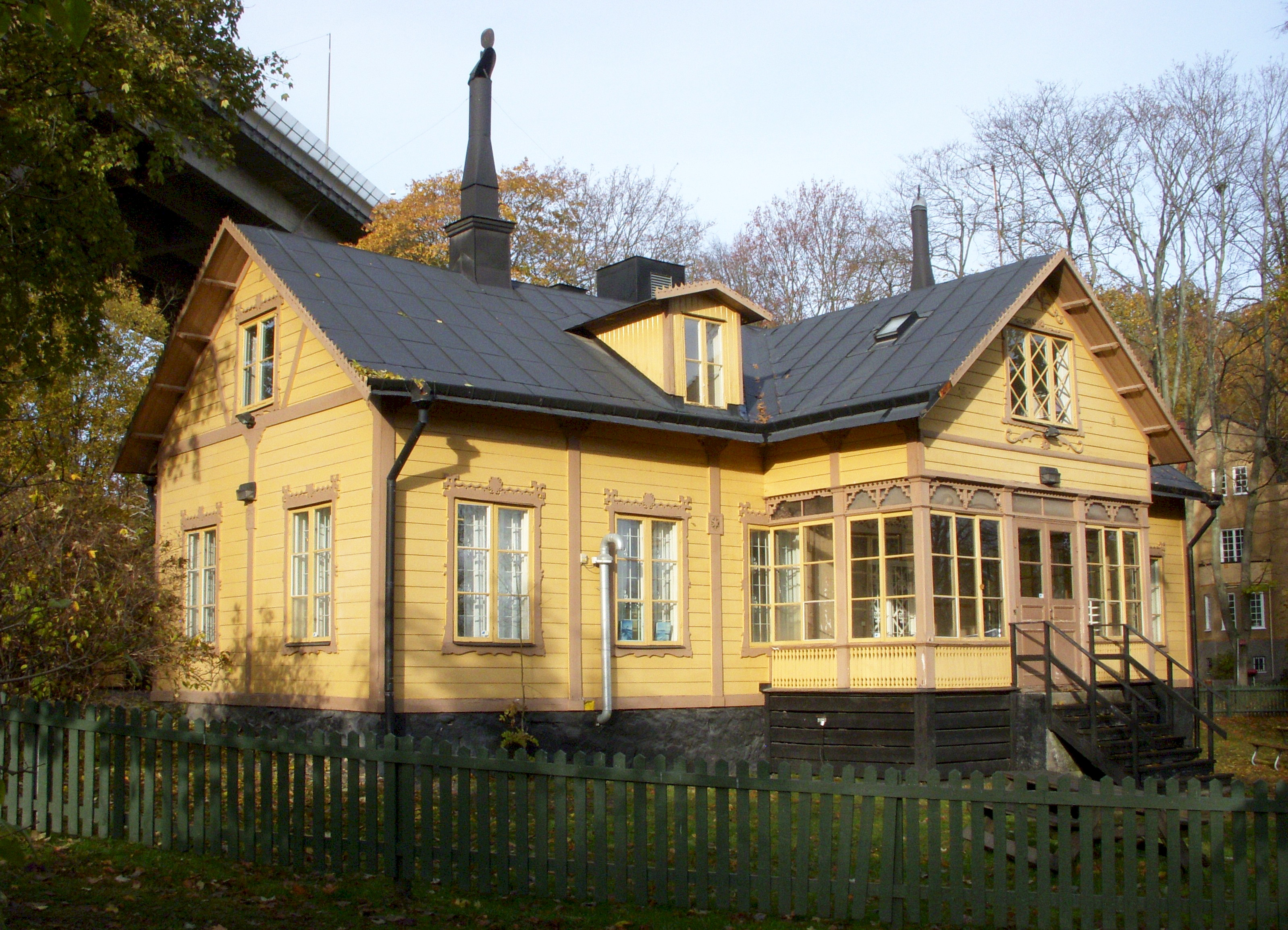
Trävillan "Hundkojan" är den enda byggnaden som finns kvar från Blommensbergs äldre bebyggelse.

Mellan sjön Trekanten och Vintervikens norra ände ligger några skolbyggnader som uppfördes mellan 1890- och 1920-talen. Befolkningen i området Liljeholmen växte i slutet av 1800-talet kraftigt, med ökande antal skolbarn till följd. För att lösa skolfrågan köpte församlingen 1893 egendomen Blommensberg och öppnade skola i två äldre hus som redan fanns på gården.  Ett av dem är fortfarande kvar idag och inrymmer en kommunal grundskola 6-9. 1909 byggdes ett nytt skolhus, kallat “Borgen”, det revs 1961 i samband med bygget av Essingeleden, som numera passerar med Blommensbergsviadukten rakt över området. Den enda byggnaden som finns kvar av den ursprungliga bebyggelsen är en liten gulmålad trävillan kallad "Hundkojan" med riklig snickarglädje och glasveranda.
År 1921 byggdes “Slottet”, den stora skolbyggnaden i vinkel med skolgården vänt mot eftermiddagssolen. Skolan ritades av Georg A. Nilsson, en av landets främsta skolhusarkitekter på sin tid. Han smyckade byggnaden med detaljer som takryttare, joniska kolonner och en skolklocka i sirligt smidesjärn. Gestaltningen påminner om Midsommarkransens skola som Nilson ritade 1915. Norr om skolan finns ytterligare två byggnader, varav den ena är skolans matsal. 
I början av 1970-talet minskade antal elever, 1976 gick de sista klasserna ut och skolan stängdes. Efter några år av förfall övergick skolan och caféet i statlig ägo. Fram till 1998 fanns här förskollärarseminariet och slöjdlärarutbildningen. 1996 hade antal barn i stadsdelen åter ökat och på hösten 1998 öppnade Blommensbergsskolan som grundskola för årskurs 6-9 med kulturell inriktning.
Vårterminen 2020 flyttade Blommensbergsskolan och dess 6-9-elever till andra lokaler i Midsommarkransen. Höstterminen 2021 bytte denna verksamhet namn till Tellusborgsskolan.
Under 2020 renoverades och anpassades lokalerna och i januari 2021 flyttade istället F-5-skolan Gröndalsskolan in i lokalerna. År 2025 slås Gröndalsskolan ihop med Ekensbergsskolan och den sammanslagna verksamheten får det återupplivade namnet Blommensbergsskolan.